# Niccolò Bambini
Pour les articles homonymes, voir Bambini (homonymie).
Niccolò Bambini (Venise, 1651 - Venise, 1736) est un peintre italien baroque de la fin du XVIIe et du début du XVIIIe siècle.

## Biographie
Niccolò Bambini est né à Venise où il a d'abord étudié sous Mazzoni.
Par la suite il fit un séjour à Rome où il devint l'élève de Carlo Maratta, avant de retourner à Venise où il décora l'église Santo Stefano.
Il est présent dans la plupart des palais de la ville, du siège des Pesaro à San Stae, au palais des Doges où il restaure des œuvres du Tintoret, en en faisant une lecture très personnelle dans la salle des Quatre Portes.
Il a eu deux fils, Giovanni et Stefano, qui furent eux aussi peintres.

## Œuvres
Issu du ténébrisme, il évolue avec d'autres vers l'éclaircissement de sa palette en apaisant la colère des années noires ou des épuisantes recherches. Il redécouvre Véronèse et le réinterprète en pimentant sa peinture du feu de Titien ou de la ferveur tragique du Tintoret.
- Triomphe de Venise (1682), huile sur toile, Ca' Pesaro, Venise [3]
- Enlèvement des Sabines, Pinacothèque Capitoline, Rome.
- Enlèvement d'Hélène, collection privée
- Jupiter cède la domination de l'Adriatique à Venise, Venise Palais des Doges
- Adoration des mages, Église San Zaccaria, (vers 1717),  Venise
- Le Massacre des Innocents, Église Santa Maria Gloriosa dei Frari, Venise
- Moïse frappant le rocher Église San Moisè Venise
- Le miracle de l’hostie Église Santa Maria di Nazareth Venise
- St. Joseph apparaît à Sainte Thérèse et la sauve d'une rencontre dangereuse Église Santa Maria di Nazareth Venise
- Les tableaux en grisaille de la Capelle de Notre-Dame du mont Carmel dans la Scuola Grande dei Carmini à Venise. Les vertus théologales, La circoncision de Jésus
- Achille et les filles de Licomede Ca' Rezzonico, Venise
- Apothéose de Venise plafond du Ca' Dolfin, Venise

Les collections publiques françaises conservent peu d’œuvres de lui. On citera :
- Sophonisbe à Bayonne, musée Helleu-Bonnat.
- Scipion l'Africain après son triomphe en Espagne devant le Sénat romain, Mirande, Musée des Beaux-Arts et des Arts décoratifs
- Junon à Quimper, musée des Beaux-arts.
- Naissance d'Adonis à Rennes, musée des Beaux-arts;

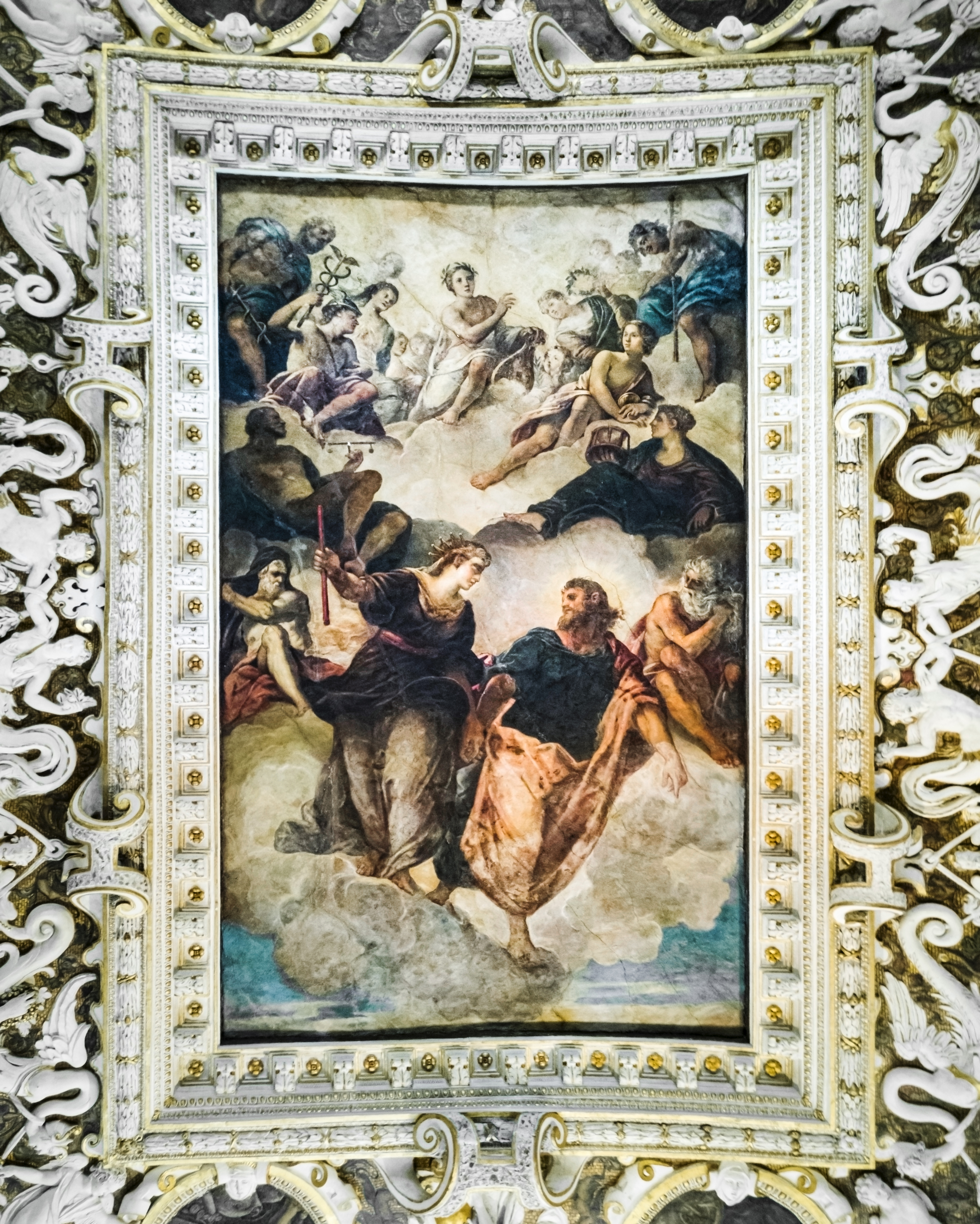
Jupiter cède la domination de l'Adriatique à Venise, Venise Palais des Doges
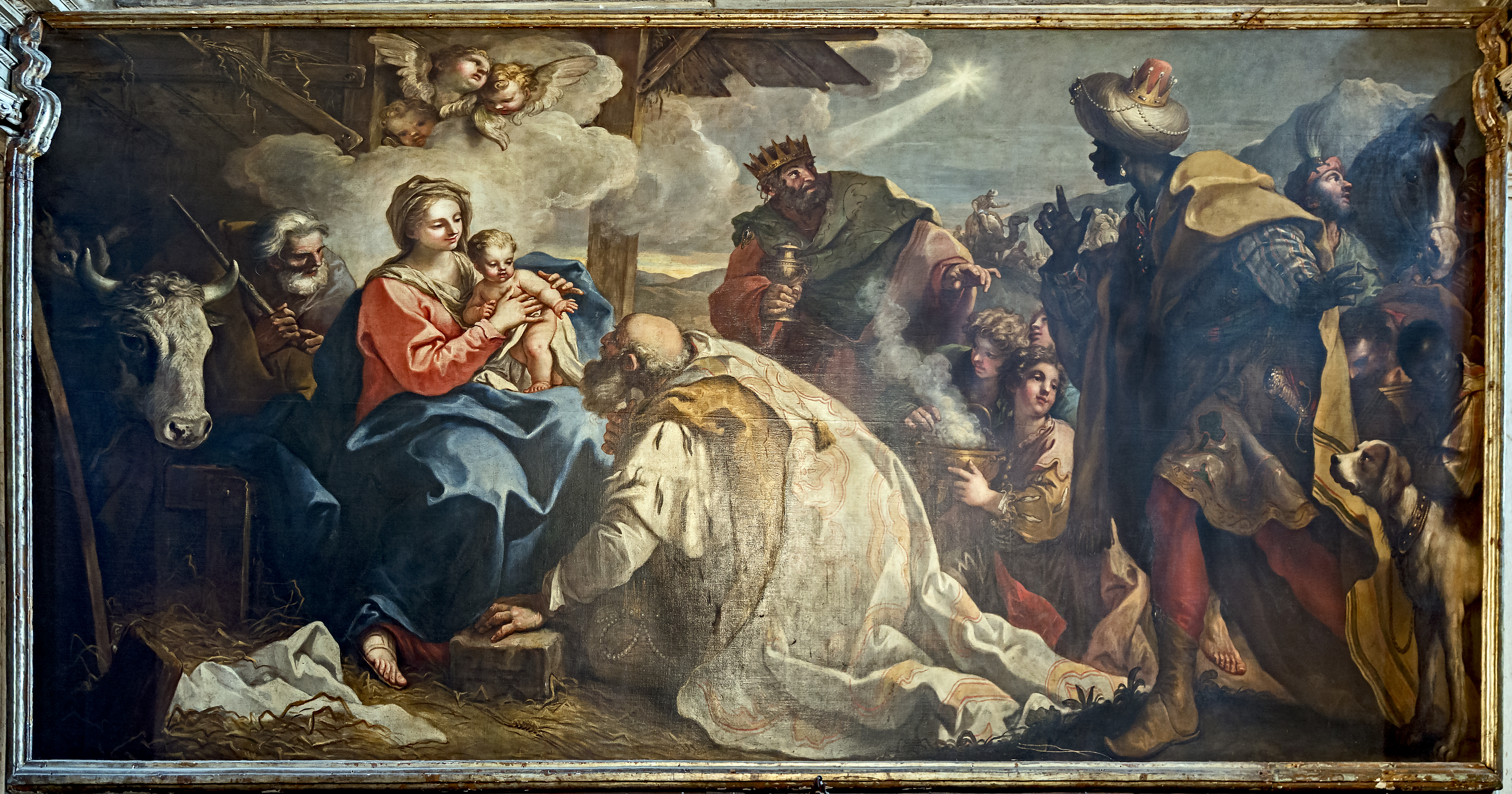
Adoration des mages (1717) Église San Zaccaria
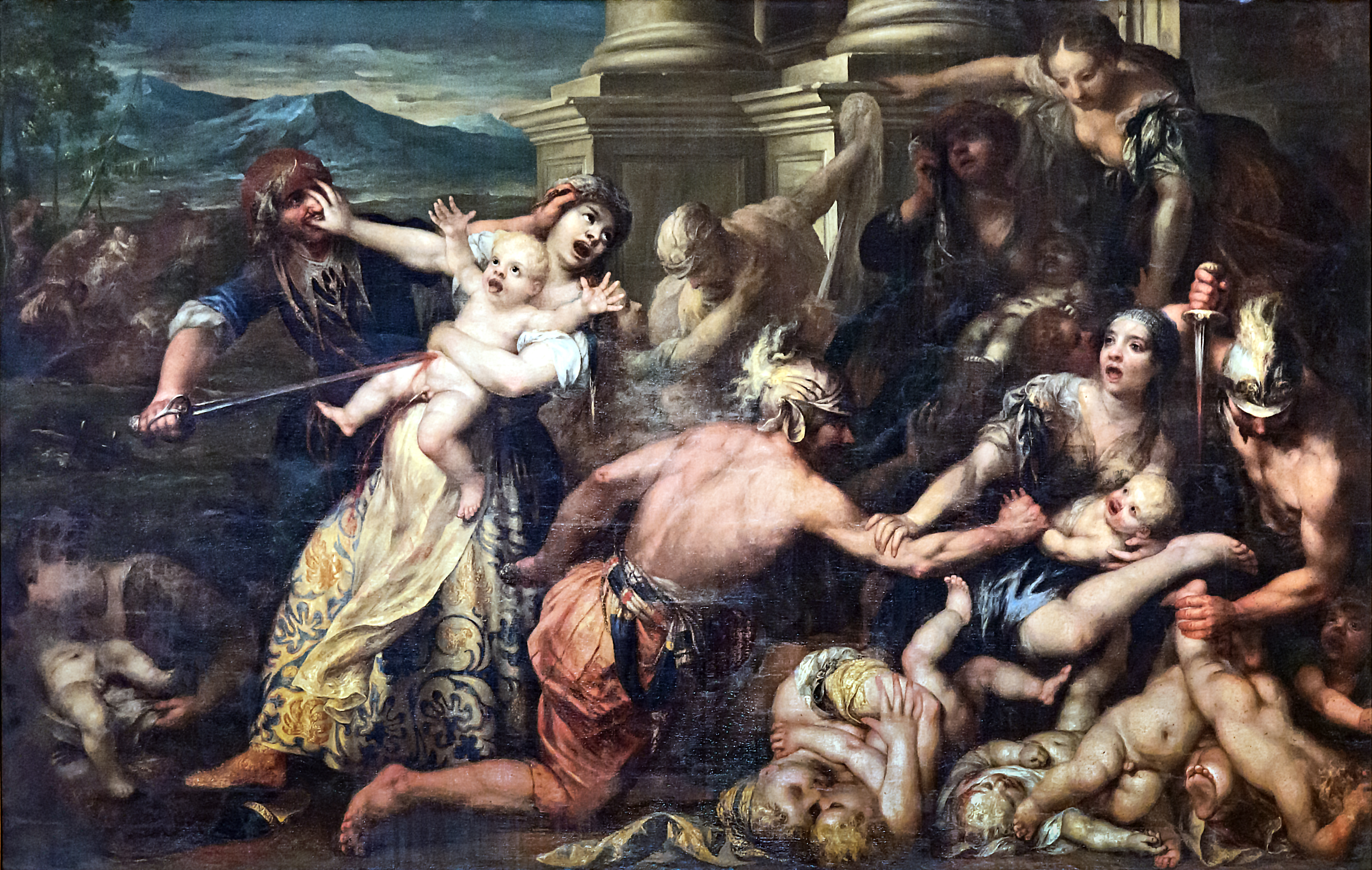
Le Massacre des innocents Église Santa Maria Gloriosa dei Frari
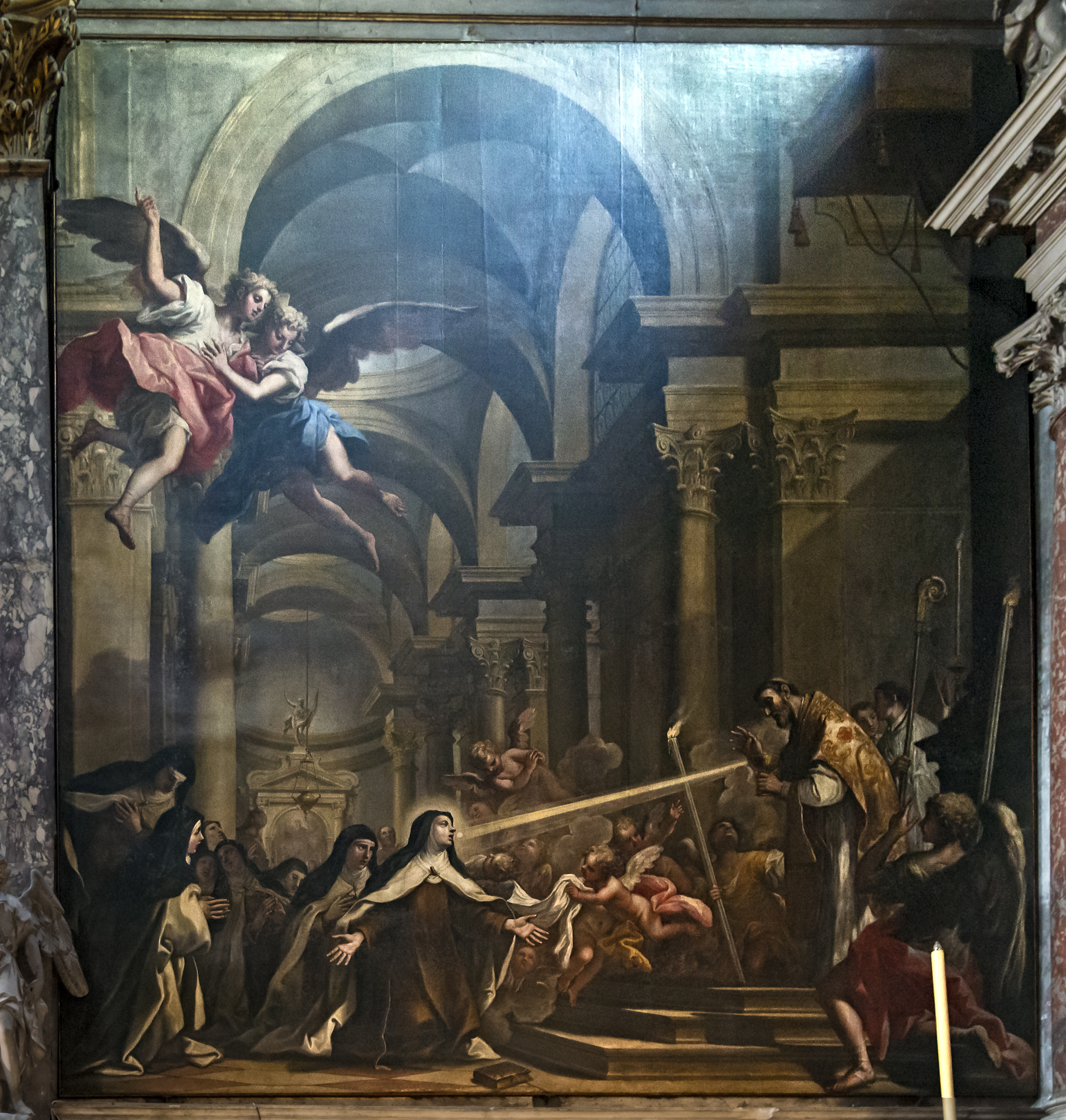
Le Miracle de l’hostie Église Santa Maria di Nazareth
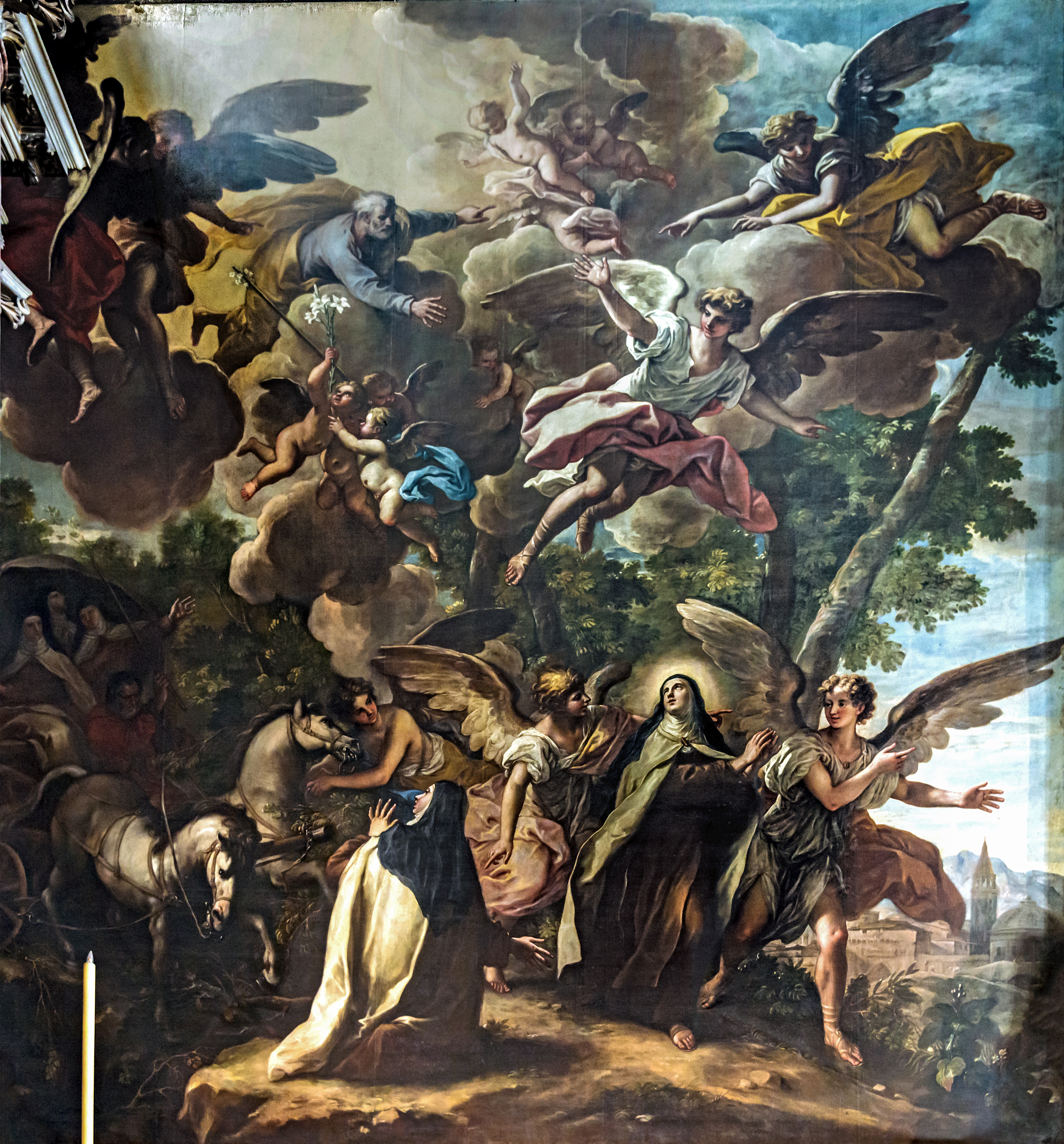
L'Apparition de St Joseph Église Santa Maria di Nazareth
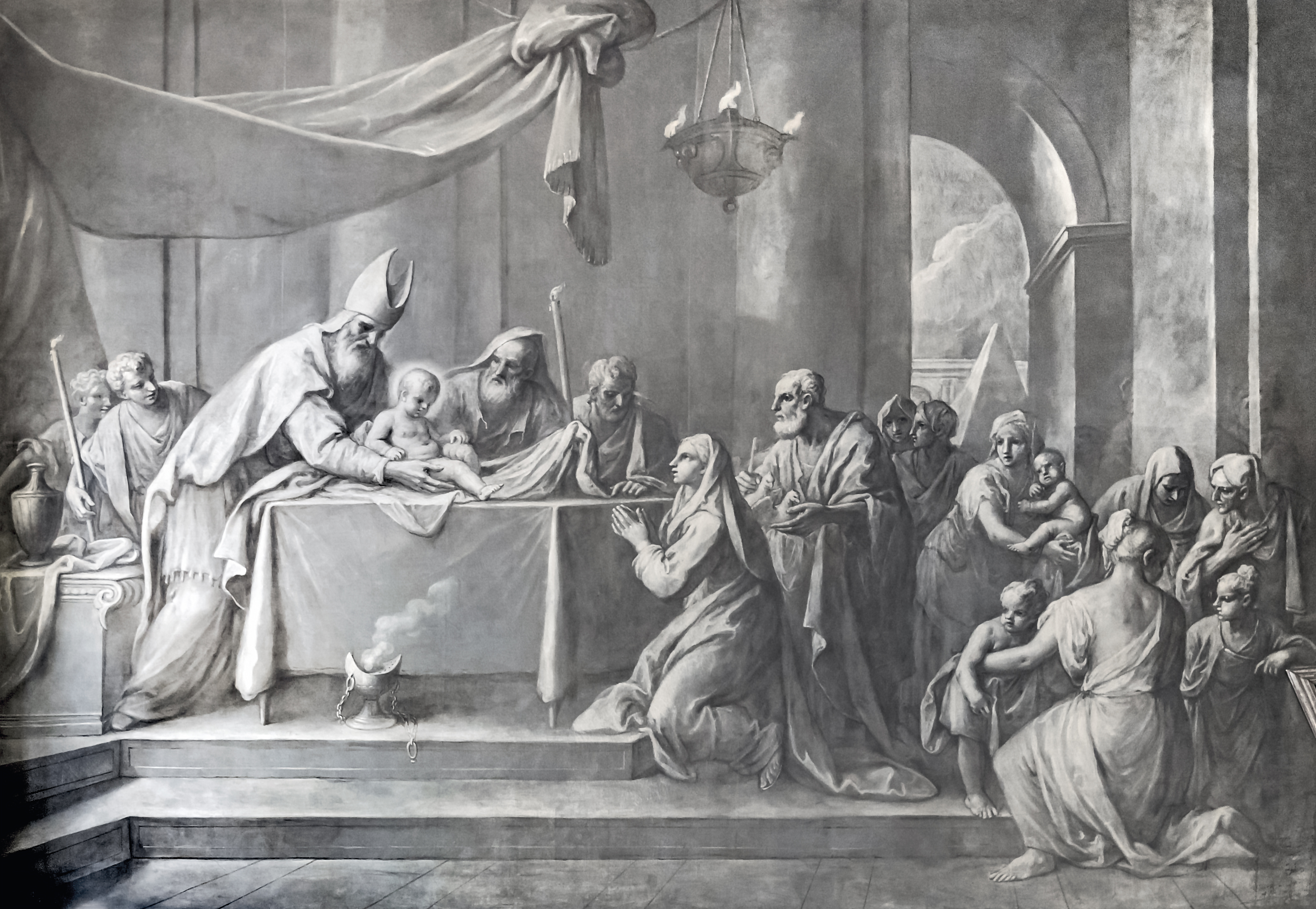
La Circoncision de Jésus Scuola Grande dei Carmini
Achille et les filles de Licomede Ca' Rezzonico